# Куйручук (манасчи)
Куйручук (настоящие имя и фамилия — Кудайберген Омурзак уулу) (кирг. Куйручук, Кудайберген Өмүрзак уулу; 29 марта 1866, с. Кызыл-Туу, Кокандское ханство — 1940, Джумгальский район) — киргизский и советский поэт, мастер художественного слова, акын, манасчи, сказитель киргизского эпоса «Манас», мыслитель, сатирик и философ.

## Биография
Родился в бедной семье в селе Кызыл-Туу (ныне — Джумгальский район Нарынской области Кыргызстана).
В детстве батрачил, пас овец у богатых узбеков и киргизов в Токмаке, перегонял скот в Андижан и Наманган. Во время событий 1916 года был вынужден покинуть страну, затем через некоторое время вернулся обратно из Китая.
Куйручук особенно прославился тем, что сочинял острую сатиру, был известен комическим талантом, острым словом. Мастерски рассказывал отрывки из эпоса «Манас» и других народных сказаний.
В 1938 году принял участие в республиканской олимпиаде народного творчества, где показал своё высокое мастерство.